# Minyohelea falcata
Minyohelea falcata är en tvåvingeart som beskrevs av Art Borkent 2000. Minyohelea falcata ingår i släktet Minyohelea och familjen svidknott.
Artens utbredningsområde är Libanon. Inga underarter finns listade i Catalogue of Life.